# Norgesmesterskapet (beachvolley)

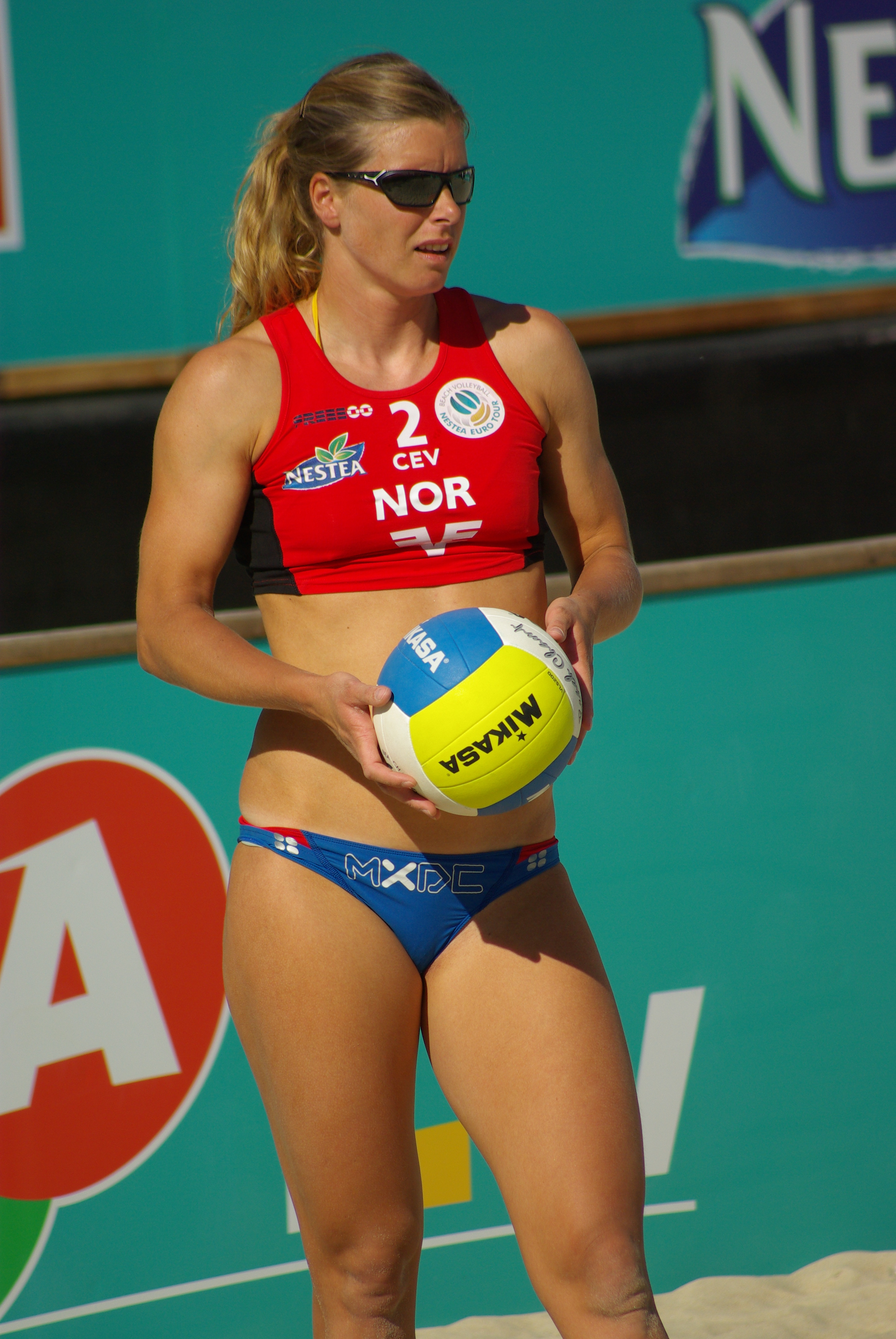
Susanne Glesnes har vunnit mästerskapet fem gånger (under perioden 2000 till 2007). Hon spelade tillsammans med Kathrine Maaseide.

Norgesmesterskapet i beachvolley arrangeras årligen för bägge könen sedan 1993. Tävlingen organiseras av Norges Volleyballforbund, men arrangeres av den utvalda lokala klubben. De förekommer även juniormästerskap som arrangeras separat.

## Damer[1]
| Säsong                   | Säsong        | Podium                                    | Podium                                 | Podium                                      |
| År                       | Spelplats     | Mästare                                   | Tvåa                                   | Trea                                        |
| ------------------------ | ------------- | ----------------------------------------- | -------------------------------------- | ------------------------------------------- |
| 1993 (30 juli–1 augusti) | Mandal        | Kristin Walstad Gro Kateraas              | Sølvi Byberg Randi Pettersen           | Hanne Abelset Hild Mæsel                    |
| 1994 (18–21 juli)        | Mandal        | Ragni Hestad Merita Berntsen              | Sølvi Byberg Heidi Larsen              | Inger Margit Bondevik Eva Roald Hansen      |
| 1995 (5–9 augusti)       | Mandal        | Ragni Hestad Merita Berntsen              | Sølvi Byberg Heidi Larsen              | Inger Margit Bondevik Eva Roald Hansen      |
| 1996 (3–7 augusti)       | Mandal        | Sølvi Byberg Heidi Larsen                 | Gro Kateraas Marit Erlandsen           | Ragni Hestad Merita Berntsen Mol            |
| 1997 (1–5 augusti)       | Mandal        | Sølvi Byberg Heidi Larsen                 | Marit Erlandsen Gro Kateraas           | Inger Margit Bondevik Eva Roald Hansen      |
| 1998 (1–4 augusti)       | Mandal        | Marit Erlandsen Gro Kateraas              | Sølvi Byberg Heidi Larsen              | Nila Håkedal Lise R. Hansen                 |
| 1999 (24–27 juli)        | Mandal        | Sølvi Byberg Heidi Larsen                 | Susanne Glesnes Kathrine Maaseide      | Hedvig Bleken Berit Vølstad                 |
| 2000 (1–2 september)     | Mandal        | Susanne Glesnes Kathrine Maaseide         | Sølvi Byberg Heidi Larsen              | Heidi Byberg Kristine Wiig                  |
| 2001 (15–18 september)   | Skien         | Susanne Glesnes Kathrine Maaseide         | Lise Roald Hansen Nila Håkedal         | Mari Evensen Cathrine Lekven                |
| 2002 (23–26 augusti)     | Trondheim     | Susanne Glesnes Kathrine Maaseide         | Nila Håkedal Ingrid Tørlen             | Heidi Byberg Kristine Wiig                  |
| 2003 (27–28 september)   | Kolbotn       | Susanne Glesnes Kathrine Maaseide         | Nila Håkedal Ingrid Tørlen             | Hilde Schjerven Toril Øyan                  |
| 2004 (26–28 augusti)     | Trondheim     | Nila Håkedal Ingrid Tørlen                | Susanne Glesnes Kathrine Maaseide      | Mari Evensen Cathrine Evensen               |
| 2005 (19–21 augusti)     | Trondheim     | Nila Håkedal Ingrid Tørlen                | Kathrine Maaseide Kristine Wiig        | Mari Evensen Cathrine Evensen               |
| 2006 (18–20. augusti)    | Kristiansand  | Nila Håkedal Ingrid Tørlen                | Kathrine Maaseide Susanne Glesnes      | Kristine Wiig Eydis Dalen                   |
| 2007 (17–19 augusti)     | Hønefoss      | Susanne Glesnes Kathrine Maaseide         | Kristine Wiig Janne Kongshavn          | Kristine Fossen Ragnhild Aas                |
| 2008 (25–27 juli)        | Ålesund       | Nila Håkedal Ingrid Tørlen                | Susanne Glesnes Kathrine Maaseide      | Kristine Wiig Janne Kongshavn               |
| 2009 (12–14 juni)        | Askers kommun | Nila Håkedal Ingrid Tørlen                | Kathrine Maaseide Janne Kongshavn      | Ragnhild Aas Siri Bjørkesett                |
| 2010 (16–18 juni)        | Bø            | Ingrid Tørlen Vilde Solvoll               | Janne Kongshavn Ragnhild Aas           | Rita Eritsland Cindy Treland                |
| 2011 (26–28 augusti)     | Lier          | Kathrine Maaseide Ingrid Tørlen           | Janne Kongshavn Ragnhild Aas           | Rita Eritsland Cindy Treland                |
| 2012 (17–19 augusti)     | Drammen       | Cindy Treland Janne Pedersen              | Janne Kongshavn Ane Guro Hjortland     | Kjersti Hansen Rita Eritsland               |
| 2013 (17–18 augusti)     | Drammen       | Cindy Treland Janne Pedersen              | Janne Kongshavn Rita Eritsland         | Irmelin Sannarnes Ane Guro Hjortland        |
| 2014 (22–24 augusti)     | Oslo          | Janne Kongshavn Victoria Faye Kjølberg    | Vilde Solvoll Ingrid Lunde             | Cindy Treland Janne Pedersen                |
| 2015 (28–30 augusti)     | Oslo          | Janne Kongshavn Hanne Haugen Aas          | Ane Guro Hjortland Tarina Gilen        | Cindy Treland Janne Pedersen                |
| 2016 (2–4 september)     | Oslo          | Janne Pedersen Hanne Haugen Aas           | Janne Kongshavn Victoria Faye Kjølberg | Oda Ulveseth Ingrid Lunde                   |
| 2017 (25–27 augusti)     | Oslo          | Janne Pedersen Hanne Haugen Zylstra       | Oda Ulveseth Ingrid Lunde              | Victoria Faye Kjølberg Ane Guro Hjortland   |
| 2018 (14–16 augusti)     | Stavanger     | Victoria Faye Kjølberg Ane Guro Hjortland | Janne Pedersen Emilie Olimstad         | Ingrid Lunde Oda Ulveseth                   |
| 2019 (25–27 juni)        | Stavanger     | Victoria Faye Kjølberg Ane Guro Hjortland | Janne Hordvik Ingrid Lunde             | Sunniva Helland-Hansen Hanne Haugen Zylstra |
| 2020 (6–9 augusti)       | Oslo          | Ane Guro Hjortland Sunniva Helland-Hansen | Birgitte Maaseide Frida Berntsen       | Oda Ulveseth Ingrid Lunde                   |
| 2021 (5–8 augusti)       | Kristiansand  | Ane Guro Hjortland Sunniva Helland-Hansen | Ingrid Lunde Emilie Olimstad           | Oda Ulveseth Victoria Faye Kjølberg         |
| 2022 (26–28 augusti)     | Oslo          | Emilie Olimstad Sunniva Helland-Hansen    | Frida Berntsen Oda Steinvåg            | Sofia Melina Mol Julia Moe Tennøy           |
| 2023 (9–11 juni)         | Lillesand     | Emilie Olimstad Sunniva Helland-Hansen    | Julia Thelle Renate Bjerland           | Victoria Faye Kjølberg Ingrid Lunde         |
| 2024 (14–16 juni)        | Lillesand     | Julia Thelle Melina Mol                   | Ingrid Lunde Victoria Faye Kjølberg    | Anne-Marie Schwinghammer Ida Næss Høvik     |

## Herrar[1]
| Säsong                   | Säsong       | Podium                            | Podium                                  | Podium                                 |
| År                       | Spelplats    | Mästare                           | Tvåa                                    | Trea                                   |
| ------------------------ | ------------ | --------------------------------- | --------------------------------------- | -------------------------------------- |
| 1993 (30 juli–1 augusti) | Mandal       | Jan Kvalheim Bjørn Maaseide       | Jørre Kjemperud Are Kristoffer Hjeltnes | Bård Grøttum Terje Kolsvik             |
| 1994 (18–21 juli)        | Mandal       | Jan Kvalheim Bjørn Maaseide       | Jørre Kjemperud Are Kristoffer Hjeltnes | Bård Grøttum Terje Kolsvik             |
| 1995 (5–9 augusti)       | Mandal       | Jan Kvalheim Bjørn Maaseide       | Jørre Kjemperud Are Kristoffer Hjeltnes | Kåre Mol Jetmund Berntsen              |
| 1996 (3–7 augusti)       | Mandal       | Jan Kvalheim Bjørn Maaseide       | Jørre Kjemperud Vegard Høidalen         | Jetmund Berntsen Jostein Olimstad      |
| 1997 (1–5 augusti)       | Mandal       | Jan Kvalheim Bjørn Maaseide       | Jørre Kjemperud Vegard Høidalen         | Jarle Huseby Terje Kolsvik             |
| 1998 (1–4 augusti)       | Mandal       | Vegard Høidalen Jørre Kjemperud   | Jan Kvalheim Bjørn Maaseide             | Jostein Olimstad Jetmund Berntsen      |
| 1999 (24–27 juli)        | Mandal       | Vegard Høidalen Jørre Kjemperud   | Kjell Arne Gøranson Iver Horrem         | Ronny Berntsen Tarjei Skarlund         |
| 2000 (1–2 september)     | Mandal       | Jørre Kjemperud Vegard Høidalen   | Iver Horrem Bjørn Maaseide              | Jan Kvalheim Kjell Arne Gøranson       |
| 2001 (15–18 september)   | Skien        | Bjørn Maaseide Iver Horrem        | Ronny Berntsen Tarjei Skarlund          | Martin Engvik Ragnar Wisløff           |
| 2002 (23–26 augusti)     | Trondheim    | Jørre Kjemperud Vegard Høidalen   | Bjørn Maaseide Iver Horrem              | Jarle Huseby Tarjei Skarlund           |
| 2003 (27–28 september)   | Kolbotn      | Jørre Kjemperud Vegard Høidalen   | Iver Horrem Bård Inge Pettersen         | Bjørn Ingeborgrud Magne Kobbevik       |
| 2004 (26–28 augusti)     | Trondheim    | Jørre Kjemperud Vegard Høidalen   | Jon Grydeland Espen Gøranson            | Tarjei Skarlund Kjell Arne Gøranson    |
| 2005 (19–21 augusti)     | Trondheim    | Iver Horrem Bård Inge Pettersen   | Jan Kvalheim Bjørn Maaseide             | Vegard Høidalen Terje Øvergård         |
| 2006 (18–20. augusti)    | Kristiansand | Jørre Kjemperud Tarjei Skarlund   | Iver Horrem Bård Inge Pettersen         | Espen Gøranson Bjørn Ingeborgrud       |
| 2007 (17–19 augusti)     | Hønefoss     | Jarle Huseby Kim Hellum           | Vegard Høidalen Kjell Arne Gøranson     | Eskil Holtan Øyvind Wergeland          |
| 2008 (25–27 juli)        | Ålesund      | Jørre Kjemperud Tarjei Skarlund   | Bjørn Maaseide Iver Horrem              | Eskil Holtan Øyvind Wergeland          |
| 2009 (12–14 juni)        | Asker        | Tarjei Skarlund Martin Spinnangr  | Jørre Kjemperud Vegard Høidalen         | Øivind Hordvik Kjell Arne Gøranson     |
| 2010 (16–18 juni)        | Bø           | Iver Horrem Øivind Hordvik        | Martin Spinnangr Tarjei Skarlund        | Jørre Kjemperud Vegard Høidalen        |
| 2011 (26–28 augusti)     | Lier         | Iver Horrem Øivind Hordvik        | Jørre Kjemperud Kim Hellum              | Vegard Høidalen Geir Eithun            |
| 2012 (17–19 augusti)     | Drammen      | Øivind Hordvik Morten Kvamsdal    | Mathias Loftesnes Lars Fredrik Tvinde   | Lars Retterholt Hendrik Mol            |
| 2013 (17–18 augusti)     | Drammen      | Øivind Hordvik Morten Kvamsdal    | Henning Kjemperud Olsen Daniel Bergerud | Iver Horrem Geir Eithun                |
| 2014 (22–24 augusti)     | Oslo         | Iver Horrem Geir Eithun           | Christian Sørum Runar Sannarnes         | Øivind Hordvik Bjarte Usken            |
| 2015 (28–30 augusti)     | Oslo         | Iver Horrem Geir Eithun           | Øivind Hordvik Lars Fredrik Tvinde      | Lars Retterholt Bjarte Usken           |
| 2016 (2–4 september)     | Oslo         | Øivind Hordvik Mathias Berntsen   | Tarjei Skarlund Martin Spinnangr        | Svein Solhaug Daniel Bergerud          |
| 2017 (25–27 augusti)     | Oslo         | Mathias Berntsen Anders Mol       | Tarjei Skarlund Martin Spinnangr        | Jon Magnus Jørstad Jørn Olav Gamlemoen |
| 2018 (14–16 augusti)     | Stavanger    | Svein Solhaug Lars Retterholt     | Martin Spinnangr Tarjei Skarlund        | Jonas Tomter Stian Opsahl              |
| 2019 (25–27 juni)        | Stavanger    | Hendrik Mol Mathias Berntsen      | Lars Retterholt Daniel Bergerud         | Svein Solhaug Jonas Tomter             |
| 2020 (6–9 augusti)       | Oslo         | Svein Solhaug Hendrik Mol         | Mathias Berntsen Christian Sørum        | Nils Gunnar Ringøen Markus Mol         |
| 2021 (5–8 augusti)       | Kristiansand | Jonas Kvalen Mathias Berntsen     | Martin Olimstad Lars Fredrik Tvinde     | Kjetil Tellnes Marius Pande            |
| 2022 (26–28 augusti)     | Oslo         | Torje Thorkildsen Magnus Helgerud | Emil Øfstaas Tarjei Skarlund            | Lars-August Johnson Birk Tjetland      |
| 2023 (9–11 juni)         | Lillesand    | Anders Mol Adrian Mol             | Jonas Kvalen Mathias Berntsen           | Christian Sørum Aleksander Sørum       |
| 2024 (14–16 juni)        | Lillesand    | Tarjei Skarlund Nils Ringøen      | Jonah Lyngaas Kjemperud Jens Aasgard    | Even Stray Aas Adrian Mol              |